# 카츠바흐 전투
카츠바흐 전투는 1813년 8월 26일 나폴레옹 전쟁때 벌어진 전투로 마크도날 원수(Marshal MacDonald) 휘하의 프랑스 군과 폰 블뤼허 백작(Graf von Blücher) 휘하의 제6차 대프랑스 동맹의 러시아-프로이센 연합군이 우연하게 전투를 벌인 사건이다. 이 전투는 폭풍우가 치던 날 프로이센의 슐레지엔(Silesia)에 있는 발슈타트(Wahlstatt)와 리그니츠(Liegnitz)사이에 있는 카츠바흐 강에서 벌어졌다. 전투가 벌어진 날짜는 드레스덴 전투(Battle of Dresden)가 벌어진 날과 동일하며 여기서 프랑스군은 패했다.
양군은 거의 비슷한 규모였으며, 서로 우연하게 적의 존재를 발견해 놀란 상태로 전투를 개시했다. 거세게 내리는 비와 갑작스런 적의 등장으로 인한 혼란 속에서 마크도날 원수가 먼저 전열을 재정비한 듯하였다. 비록 마크도날 원수에게 맡겨진 임무는 나폴레옹이 지휘하는 프랑스 본대의 측면을 방어하는 것이었지만, 적이 혼란에 빠진 것을 보고 공격명령을 내렸다. 마크도날 원수는 병력 중 ⅔에 달하는 60,000명의 병력을 떼어내 프로이센-러시아 연합군의 측면을 공격하려 했다. 그러나 진격해 들어간 프랑스 종대들이 서로를 지원하기에 너무 떨어졌다는 것을 발견한 후 프랑스 군 사이에 다시 혼란이 퍼지기 시작했다. 이로 인해 공격은 흐름을 잃고 말았다.
그러는 동안 연합군을 자리에 묶어두기 위해 마크도날 원수의 본대에 남아있던 30,000명은 적의 강력한 반격을 받아야 했다. 60,000명이나 측면 공격을 위해 이동시켜버렸기 때문에 본대는 아무런 지원도 받을 수 없었고, 속수무책으로 물러나야만 했으며 이 와중에 15,000명 정도의 병력이 전사하거나 혹은 부상당하거나 포로로 잡혔다. 블뤼허 원수의 부대는 4,000명의 사상자를 기록하였다. 전상자 수를 넘어 이 전투의 패배로 인해 프랑스군의 전략적 위치가 약화되었다. 이와 더불어 4일 후 쿨름(Kulm)에서 패하고 9월 6일 데네비츠(Dennewitz)에서도 패함에 따라 드레스덴에서 거둔 나폴레옹의 승리는 무위로 돌아가게 되었다.
이 전투의 승리로 인하여 1814년 7월 3일 블뤼허 백작은 "발슈타트 공"(Prince of Wahlstatt)의 칭호를 받게 된다.